# Kommunalwahlen in der DDR 1989
Die Kommunalwahlen in der DDR 1989 fanden am 7. Mai 1989 statt. Es wurden die Volksvertreter in Gemeinden, Städten und Kreisen gewählt. Es war die letzte Wahl in der DDR, die nach Einheitslisten der Nationalen Front stattfand. Nach der Wahl konnte der Staatsführung Wahlfälschung nachgewiesen werden.

## Vor der Wahl
Bereits vor der Wahl wurden bei „Volksaussprachen“ mit den Kandidaten kommunale Missstände angeprangert, außerdem kam es zu Unmutsäußerungen über das undemokratische Wahlverfahren, besonders, nachdem es in der Sowjetunion bei der Wahl zum Volksdeputiertenkongress die Möglichkeit gegeben hatte, zwischen verschiedenen Kandidaten zu wählen. Verschiedene oppositionelle Gruppen verabredeten sich, nachdem es bereits bei den letzten Volkskammerwahlen Fälschungsvorwürfe gegeben hatte, zur Beobachtung der Auszählung der Stimmen.

## Wahlsystem

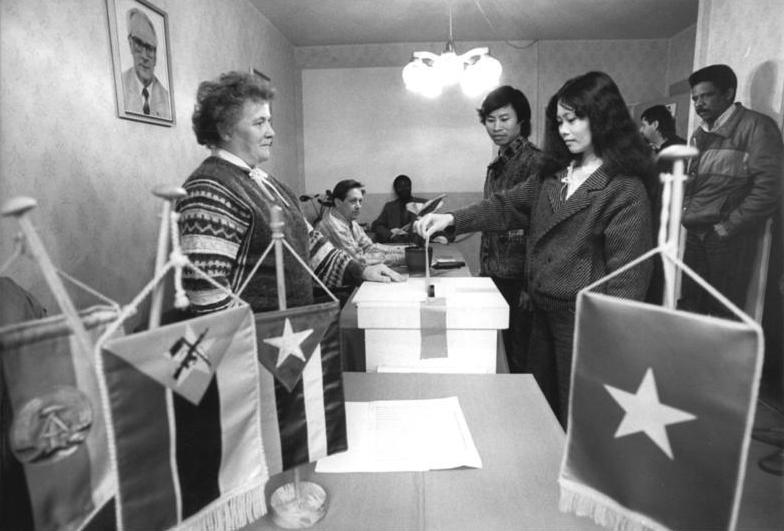
Ausländer geben in Karl-Marx-Stadt ihre Stimmen ab.

Es stand nur die Liste der Nationalen Front zur Auswahl.
Um mit Ja zu stimmen, musste man den Wahlzettel einfach falten und in die Wahlurne geben. Auch Streichungen einzelner Namen änderten nichts an der Wertung als Ja-Stimme. Für eine Neinstimme musste jeder einzelne aufgeführte Kandidat sauber waagerecht durchgestrichen werden.
Im März 1989 war beschlossen worden, dass die in der DDR lebenden Ausländer das aktive und das passive Wahlrecht zu den Kommunalwahlen haben sollen.

## Offizielles Ergebnis
Das offizielle Ergebnis wurde am späten Abend des 7. Mai durch Egon Krenz, der Vorsitzender der Wahlkommission war, im Fernsehen der DDR bekanntgegeben.
|                                         | absolut    | in Prozent |
| --------------------------------------- | ---------- | ---------- |
| Wahlberechtigte                         | 12.488.742 | 100,00     |
| Abgegebene Stimmen                      | 12.335.487 | 98,77      |
| Ungültige Stimmen                       | 11.136     | 0,09       |
| Gültige Stimmen                         | 12.324.351 | 99,91      |
| Gültige Stimmen für den Wahlvorschlag   | 12.182.050 | 98,85      |
| Gültige Stimmen gegen den Wahlvorschlag | 142.301    | 1,15       |

Dies war auch nach den offiziellen Wahlergebnissen das „schlechteste“ in der Geschichte der DDR. Bei den Volkskammerwahlen hatte es immer über 99 Prozent Zustimmung gegeben.

## Fälschung

Titelseite des Informationsblattes der ÖAG Halle/Saale (Juni 1989)

Erstmals versammelten sich nach der Schließung der Wahllokale in diesen Bürger, um die Auszählung der Stimmen zu beobachten. Oftmals wurden sie daran gehindert, obwohl nach § 37 Abs. 1 des DDR-Wahlgesetzes die Stimmauszählung öffentlich war. In so gut wie allen Wahlkreisen wurden von den Beobachtern deutlich mehr Neinstimmen registriert als offiziell bekanntgegeben.
Belege der gefälschten Stimmauszählung wurden erstmals auch in Schriften zum „innerkirchlichen Gebrauch“ thematisiert. Das „Informationsblatt der ökologischen Arbeitsgruppe beim evangelischen Kirchenkreis Halle/Saale“ berichtete in einem doppelseitigen Artikel „Wahlnachlese“ von der nachweislichen Fälschung der Stimmauszählung, da „Berichte aus vielen Städten der DDR bekannt geworden“ seien. Das per Wachsmatrizen-Drucker hergestellte Heft wurde vom 6. bis 9. Juli 1989 in einer Auflage von etwa 800 bis 1000 Stück auf dem Evangelischen Kirchentag in Leipzig verbreitet. Darin wurde über eine Eingabe eines Mitglieds der ökologischen Arbeitsgruppe (ÖAG) an die Volkskammer der DDR bezüglich gefälschter Wahlergebnisse berichtet, deren Eingang vom Stellvertretenden Wahlleiter der Wahlkommission auch bestätigt wurde. In einem gleichzeitig in Halle (Saale) verbreiteten Flugblatt wurde berichtet, dass etwa 20 Prozent der Auszählungsergebnisse innerkirchlich dokumentiert werden konnten und dabei bereits 68 Prozent der für Halle (Saale) offiziell angegebenen Neinstimmen auftraten.
Ein noch deutlicherer – wenn auch nicht absoluter – Nachweis der Fälschung gelang für den Stadtbezirk Berlin-Weißensee: Bürgerrechtler konnten hier zeigen, dass die in den Wahllokalen direkt bei der Auszählung dokumentierte Zahl der Neinstimmen 95 Prozent der offiziell für den Stadtbezirk angegebenen Neinstimmen umfasste, obwohl auch hier nur aus einem Teil der Wahllokale die Ergebnisse zusammengetragen wurden. Auch im Stadtbezirk Berlin-Friedrichshain dokumentierte Pfarrer Rainer Eppelmann die Wahlfälschung. Solche Informationen zu innerkirchlich zusammengetragenen Stimmauszählungen kursierten DDR-weit auf Flugblättern.

## Folgen
Die erstmals bewiesene Wahlfälschung stärkte die Oppositionsbewegung in der DDR. Am 7. jedes Monats kam es fortan in Ost-Berlin vor Kirchen und auf dem Alexanderplatz zu Demonstrationen gegen den Wahlbetrug, obwohl die Stasi sich intensiv bemühte, die immer lauter werdende Kritik zu unterbinden. Nach der Wende und friedlichen Revolution fanden am 6. Mai 1990 freie Kommunalwahlen in der DDR statt.

## Juristische Aufarbeitung
Eine juristische Aufarbeitung begann erst nach der friedlichen Revolution im Herbst 1989 und erfolgte in der DDR nicht mehr vollständig (obwohl es Verurteilungen gab), wohl aber nach der Wiedervereinigung ab 1990.
Für die auch nach § 211 des Strafgesetzbuches der DDR strafbare Wahlfälschung mussten sich ab dem Herbst 1989 mehrere Bürgermeister und Mitglieder von SED-Leitungen verantworten. Die Professoren der Humboldt-Universität zu Berlin Klaus Marxen und Gerhard Werle dokumentierten in ihrer Studie aus dem Jahr 2000 beispielhaft 20 Fälle von Gerichtsverfahren wegen Wahlfälschungen aus dem Jahr 1989, die zu Verurteilungen führten, wobei die tatsächliche Zahl höher liegen dürfte (die Autoren schließen in ihrer Publikation eine Vollständigkeit aus).
Zu den Verurteilten gehörten unter anderem der frühere Dresdner Oberbürgermeister Wolfgang Berghofer (ein Jahr Freiheitsstrafe auf Bewährung und eine Geldstrafe von 36.000 DM), der Dresdner SED-Stadtchef Werner Moke (ein Jahr Freiheitsstrafe auf Bewährung und eine Geldstrafe von 3600 DM) und Hans Modrow als damaliger Erster Sekretär der Bezirksleitung der SED in Dresden (neun Monate Freiheitsstrafe auf Bewährung).
Die Verfahren gegen Egon Krenz und Günter Schabowski stellte das Landgericht Berlin am 26. November 1997 hingegen ein. Begründet wurde dies mit der zu erwartenden Strafe. Diese würde gegenüber den bereits ausgesprochenen Verurteilungen zu mehrjährigen Freiheitsstrafen wegen des Schießbefehls an den DDR-Grenzen nicht (zusätzlich) ins Gewicht fallen (§ 154 der Strafprozessordnung (StPO)).